# Хлибко, Николай Селивестрович
Николай Селивестрович Хлибко (28 ноября 1919, Ташкент — 17 ноября 1993, Нижний Новгород) — советский театральный актёр и педагог. Заслуженный артист РСФСР (1971).
Участник Великой Отечественной войны.

## Биография
Родился 28 ноября 1919 года в Ташкенте.
1938—1946 гг. — студент Ленинградского театрального института.
Во время учёбы в институте началась Великая Отечественная война. На 3-м курсе добровольцем ушёл воевать в дивизию народного ополчения. Фашистская пуля насквозь пробила ему правое лёгкое, чудом остался в живых. С завершением войны вернулся в институт и закончил прерванную учёбу.
Получил приглашение от Аркадия Райкина, под руководством которого 3 года проработал в Ленинградском государственном театре миниатюр.
В 1956—1958 гг. — актёр Ташкентского русского драматического театра.
В 1962—1990 гг. — актёр Горьковского драматического театра.
Был художественным руководителем драматического коллектива Ташкентского политехнического института. Именно Николай Хлибко в конце 50-х годов силами самодеятельного театрального коллектива вернул на сцену пьесы Маяковского «Клоп» и «Мистерия Буфф». На студенческой премьере «Клопа» присутствовал весь коллектив Ташкентского русского драматического театра, который тут же принял эту пьесу к постановке с Николаем Хлибко в роли Присыпкина, потом был «Клоп» в Московском театре сатиры и во многих других театрах страны. Так с лёгкой творческой руки Николая Селивестровича Хлибко «Клоп» Маяковского после многолетнего запрета и забвения начал «победное шествие» по театральным подмосткам. В 1957 году после 30-летнего перерыва Николай Хлибко вернул к сценической жизни «Мистерию Буфф». На эту постановку с большой похвалой отреагировал союзный журнал «Театральная Жизнь».
Преподавал в Горьковском театральном училище.
Ученики ласково звали Николая Хлибко «дядей Колей». Среди учеников Николая Хлибко такие известные актёры, как Александр Панкратов-Чёрный, Игорь Ледогоров, Юлиан Калишер, Ирина Мазуркевич и другие.
Большую часть жизни Николай Хлибко посвятил театру, но также снимался в кино.
Скончался 17 ноября 1993 года в Нижнем Новгороде от инсульта. Похоронен на кладбище «Марьина Роща».

## Семья
Жена: Хлибко Аэлита Антоновна (25 августа 1925 — 5 февраля 2015), Ветеран Великой Отечественной войны, в прошлом — преподаватель немецкого языка.
Сыновья: Владимир и Сергей.

## Театральные работы
| Роль            | Спектакль                            |
| --------------- | ------------------------------------ |
| Дудаков         | «Дачники», М. Горький                |
| Бубнов          | «На дне», М. Горький                 |
| Сартаков        | «Совесть», Д. Павлова                |
| Прозоров        | «Палата», С.Алёшин                   |
| Салов           | «В день свадьбы», В.Розов            |
| Филипп          | «Плот», Ю. Петухов                   |
| Джо Келлер      | «Джо Келлер и его сыновья», А.Миллер |
| Смолокуров      | «На горах», П.Мельников-Печерский    |
| Король          | «Чрезвычайный посол», А.и П.Тур      |
| Генерал Колотов | «Тяжкое обвинение», Л. Шейнин        |
| Король Эдуард 4 | «Король Ричард 3-й», В. Шекспир      |
| Священник       | «Мамаша Кураж и её дети», Б. Брехт   |
| Коломийцев      | «Последние», М. Горький              |
| Самсонов        | «Берег», Ю. Бондарев                 |
| Фон Достов      | «Клерон», М. Гашпар                  |
| Баптиста        | «Укрощение строптивой», В. Шекспир   |
| Хрюков          | «Шутники», А. Островский             |
| Боцман Бухта    | «Гибель эскадры», А. Корнейчук       |
| Сторож Никита   | «Трое», М. Горький                   |
| Гастрит         | «Вечер», А. Дударев                  |
| Поливанов       | «Мэр города Лыкова», Д. Гранин       |
| Кучумов         | «Бешеные деньги» А. Островский       |
| Букеев          | «Яков Богомолов» М. Горький          |
| Непутёвый       | «На бойком месте» А. Островский      |
| Безбедов        | «Жизнь Клима Самгина» М. Горький     |
| Присыпкин       | «Клоп» А. Маяковский                 |
| Лефевр          | «Мадам Сан-Жен» В.Сарду              |

## Фильмография
| Год  | Название                     | Роль                    |
| ---- | ---------------------------- | ----------------------- |
| 1954 | Новоселье                    | Мазаев                  |
| 1957 | Рыбаки Арала                 | эпизод (нет в титрах)   |
| 1958 | Пламенные годы               | Железнов (главная роль) |
| 1959 | Когда цветут розы            | Василий Иванович        |
| 1959 | Жили-были старик со старухой | эпизод                  |
| 1968 | Любовь Серафима Фролова      | эпизод                  |

## Награды и звания
- Заслуженный артист РСФСР (1971)[1][2]
- Орден Отечественной войны I степени (1985)[21]